# Asha Parekh
Asha Parekh est une actrice indienne, née le 2 octobre 1942 à Bombay.

## Filmographie
- 1963 : Bharosa de K. Shankar
- 1967 : Upkar de Manoj Kumar
- 1969 : Chirag de Raj Khosla
- 1970 : Kati Patang de Shakti Samanta
- 1976 : Udhar Ka Sindur de Chander Vohra
- 1978 : Main Tulsi Tere Aangan Ki de Raj Khosla

## Distinctions
- Nomination pour le Filmfare Award de la meilleure actrice pour Chirag
- Filmfare Award de la meilleure actrice lors de la 19e cérémonie des Filmfare Awards pour Kati Patang
- Nomination pour le Filmfare Award de la meilleure actrice dans un second rôle pour Udhar Ka Sindur
- Nomination pour le Filmfare Award de la meilleure actrice dans un second rôle pour Main Tulsi Tere Aangan Ki
- Filmfare d'honneur pour l'ensemble d'une carrière lors de la 47e cérémonie des Filmfare Awards (2002)
- Prix de la contribution exceptionnelle au cinéma indien lors de la 7e cérémonie des International Indian Film Academy Awards (2006)